# Fest Aruanda do Audiovisual Brasileiro
O Fest Aruanda é um prestigiado e tradicional festival de cinema do Brasil, realizado anualmente no Manaíra Shopping e Fundação Espaço Cultural, no bairro de Manaíra, município de João Pessoa, no estado da Paraíba. Visa premiar os melhores profissionais do cinema, filmes de curtas e longas-metragens regional e nacional em diferentes categorias, produzido e exibido no país.

## Fundação
Apoiado pelo Ministério da Cultura, Ministério do Turismo, Fundação Cultural de João Pessoa e Tv Cultura, o Fest Aruanda foi idealizado em 2005 pelo jornalista e produtor Lúcio Vilar, sendo criado pelo Núcleo de Estudos, Pesquisa e Produção Audiovisual e Centro de Ciências Humanas, Letras e Artes em conjunto com a Universidade Federal da Paraíba. O festival tem como patrocinadores oficiais Energisa Paraíba, CAGEPA, Fundação Cultural Ormeo Junqueira Botelho e Cinépolis.
O festival decorre todos os anos, em sua 15ª edição marcou os 60 anos do documentário de curta-metragem brasileiro Aruanda produzido em 1960 e dirigido por Linduarte Noronha. Os profissionais do cinema e filmes de curta-metragem e longa-metragem exibidos no festival, concorrem à vários seguimentos e categorias diferentes.
A curadoria dos críticos de cinema do evento é composto por Amilton Pinheiro, Marcus Mello e Suyene Correia.
O júri da mostra e oficiais é composto por profissionais do cinema nacional, sendo convidados a fazer parte da mesa julgadora a cada edição do festival. Pelo evento já passaram Helena Solberg, Susanna Lira, Caco Ciocler, Caio Sóh, Flávio Bauraqui, Danny Barbosa, dentre outros artistas.
Para compor a mesa de críticos do cinema, o júri tem sua formação por membros da Associação Brasileira de Críticos de Cinema.

## Prêmios

### Tv Universitária
- Melhor Reportagem[14][15]
- Melhor Documentário para TV[16]
- Melhor Programa de TV[17]
- Melhor Interprograma[17]

### Curta- Metragem
- Troféu Aruanda/Abraccine de Melhor Curta-Metragem Nacional
- Troféu Aruanda/Energisa Melhor Curta Nacional
- Melhor Curta-metragem Nacional pelo Júri Popular
- Melhor direção
- Melhor Atriz
- Melhor Ator
- Melhor Fotografia
- Melhor Figurino
- Melhor Direção de Arte
- Melhor Trilha Sonora
- Melhor Edição
- Melhor Desenho de Som
- Melhor Roteiro

### Longa- Metragem
- Troféu Aruanda/Abraccine de Melhor Longa-Metragem Nacional
- Troféu Aruanda/Energisa Melhor Longa Nacional
- Melhor Longa Nacional pelo Júri Popular
- Melhor Personagem Feminino
- Melhor Personagem Masculino
- Melhor Direção
- Melhor Fotografia
- Melhor Direção de Arte
- Melhor Trilha Sonora
- Melhor Edição
- Melhor Desenho de Som
- Melhor Roteiro

### Sob o céu Nordestino
- Melhor Longa Sob o Céu Nordestino pelo Júri Popular
- Troféu Aruanda/Cagepa Melhor Longa Sob o Céu Nordestino
- Melhor Direção (longa)
- Melhor Atriz (longa)
- Melhor Ator (longa)
- Melhor Fotografia (longa)
- Melhor Figurino (longa)
- Melhor Direção de Arte (longa)
- Melhor Trilha Sonora (longa)
- Melhor Edição (longa)
- Melhor Desenho de Som (longa)
- Melhor Roteiro (longa)
- Troféu Rodrigo Rocha/Cagepa de Melhor Curta Paraibano
- Melhor Curta Sob o Céu Nordestino pelo Júri Popular
- Melhor Direção (curta)
- Melhor Atriz (curta)
- Melhor Ator (curta)
- Melhor Fotografia (curta)
- Melhor Figurino (curta)
- Melhor Direção de Arte (curta)
- Melhor Trilha Sonora (curta)
- Melhor Edição (curta)
- Melhor Desenho de Som (curta)
- Melhor Roteiro (curta)

### Troféu Aruanda
- Melhor Produção Audiovisual de TCC
- Melhor Videoclipe

### Prêmio Aruanda
- Prêmio Aruanda/Energisa Laboratório de Desenvolvimento de Projetos Documentais